# سيرجيو أريناس
سيرجيو أريناس (بالإسبانية: Sergio Arenas Llagostera)‏ هو لاعب كرة قدم إسباني، ولد في 11 مارس 1989 في البسيط في إسبانيا. لعب مع نادي ألباسيتي.

## وصلات خارجية
- سيرجيو أريناس على موقع قاعدة بيانات كرة القدم.إي يو (الإنجليزية)
- سيرجيو أريناس على موقع Soccerway.com (الإنجليزية)